# Аланзі
Аланзі (французька вимова: [alɑ̃zi]; люксемб. Hueldang; нім. Holdingen) — село у Валлонії, складова комуни Обанж, розташована у провінції Люксембург провінції Люксембург.
На 1 вересня 2007 року в селі проживало 2419 жителів, у тому числі 1160 чоловіків та 1259 жінок.

## Історія села
Територія села була заселена ще в часи Римської імперії (провінція Фейз).

## Видатні особи
В 1953 році в селі народився один з видатних бельгійських фізиків Рональд Де Вітте, який експериментально виявив рух Землі відносно т.з. «ефіру» (1991).